# Ar-Adûnakhôr
Ar-Ardûnakhôr is in de werken over de fictieve wereld Midden-aarde van J.R.R. Tolkien de twintigste koning van Númenor. Ar-Ardûnakhor, de zoon van Tar-Ardamin, werd geboren in 2709 en stierf in 2962. Hij regeerde 62 jaar lang over Númenor.
Hij was de eerste koning die zijn naam aannam in de Adûnaische taal. Daarvoor hadden koningen altijd Quenya-titels gehad. Zijn naam betekent: Heer van het Westen, en dat werd door de getrouwen gezien als lasterlijk. De titel: Heer van het Westen werd tot die tijd altijd gebruikt om een van de valar aan te duiden, en Manwë in het bijzonder. In de tijd dat hij aan de macht was, mochten de elfentalen (Quenya en Sindarijns als belangrijkste) niet meer gebruikt worden. Dit betekende voor de getrouwen dat ze in het geheim hun talen en ontmoetingen moesten organiseren.
Het voorvoegsel Ar- is afgeleid van Ar(a), wat koninklijk, hoog betekent.